# Юрьё-Коскинен, Аарно
Барон А́арно А́рмас Са́кари Ю́рьё-Ко́скинен (фин. Aarno Yrjö-Koskinen; 9 декабря 1885, Хельсинки, Великое княжество Финляндское — 8 июня 1951, Хельсинки, Финляндия) — финский политический деятель и дипломат.

## Карьера

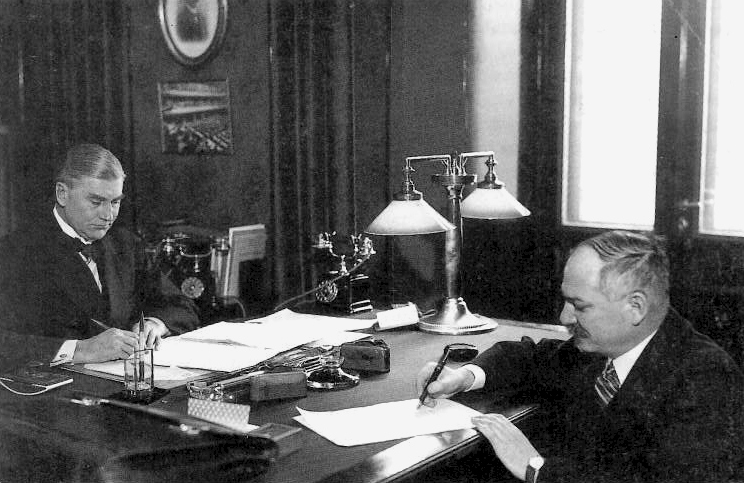
Подписание советско-финского пакта о ненападении. 21 января 1932 года, Хельсинки. Слева финский министр иностранных дел Аарно Юрьё-Коскинен, справа полпред Советского Союза в Финляндии Иван Майский.

В 1915 году Аарно Юрьё-Коскинен окончил юридический факультет Императорского Александровского университета. После обретения Финляндией независимости в 1917 году начал работать в Министерстве иностранных дел.
С 1 января 1931 года по 8 апреля 1940 года работал послом Финляндии в СССР. С 21 марта 1931 года по 14 декабря 1932 года был министром иностранных дел. Им был подписан 21 января 1932 года советско-финский пакт о ненападении.
С началом в ноябре 1939 года советско-финской войны он стал послом Финляндии в Турции, и пробыл там до 1950 года. В последний год жизни работал в Гааге, скончался в Хельсинки.

## Семья
- Дед — Юрьё Коскинен, барон, сенатор и историк
- Отец — Юрьё Юрьё-Коскинен, барон, финский сенатор